# Amata borneogena
Amata borneogena  là một loài bướm đêm thuộc chi Amata (or Syntomis) trong phân họ Arctiinae, họ Erebidae ("wooly bears" hoặc "Tiger moths").